# Kalyani Nair
Kalyani Nair es una popular cantante india, nacida en Chennai (lugar de nacimiento: Thiruvananthapuram, Kerala). Es una de las artistas más activas en la industria del cine tamil, de Kollywood. Ella apareció por primera vez en la televisión en un episodio de la serie 'Symphony' difundida por "Kairali TV". Su voz melodiosa ha creado ondas en la industria de la escena musical. En ciertos lugares de su canción, se puede apreciar un parecido de su voz de la popular cantante Shreya Ghoshal. Una de sus canciones que le hizo famosa fue "Dora Dora Anbe Dora", interpretada para una película titulada "Maasilamani", donde ha cantado a dúo con el famoso cantante Balram.
Además se graduó con una licenciatura en "Economía" en el  "Ethiraj College for Women", en Chennai, Tamil Nadu. Ella hizo su escolaridad al norte de la India como su padre, el coronel UG Kumar, ella además fue conocida en diferentes lugares de la India. Así que ella tuvo la oportunidad de aprender música indostaní. Actualmente reside en Chennai, su maestra fue Binny Krishnakumar, a quien apreció mucho por su ayuda y su enseñanza. Ella se ha casado con uno de los integrantes del grupo "V Pradeep Kumar", con quienes ha interpretado muchas canciones para películas del cine tamil. Su matrimonio se celebró en Chennai y con la presencia de muchos intérpretes de playback.

## Film songs
Canciones en Tamil.
| Canción                     | Pelúcula              | Director musical   |
| --------------------------- | --------------------- | ------------------ |
| "Bak Bak Bak hey Madapura " | Parthiban Kanavu      | Vidyasagar         |
| "adi thozhi"                | Thendral              | Vidyasagar         |
| "aasai oar pulveli"         | Attakathi             | Santhosh Narayanan |
| "koli gundu kannu"          | Em Magan              | Vidyasagar         |
| "Mazhai nindra pinbu "      | Raman thediya Seethai | Vidyasagar         |
| "En Swasathin"              | jerry                 | Vidyasagar         |
| "Sokathai Solli azha"       | Karuvarai Pookkal     | Thomas Rathnam     |
| "Kaalai Arumbi"             | Kana kanden           | Vidyasagar         |
| "Agasatha"                  | Cuckoo                | Santhosh Narayanan |